# ورا، ماتو گرسو
ورا، ماتو گرسو (به پرتغالی: Vera, Mato Grosso) یک شهرستان برزیل در برزیل است که در ماتو گروسو واقع شده‌است.